# Летнереченский
Летнере́ченский (фин. Kesäjoki) — посёлок (до 1991 — посёлок городского типа) в Беломорском районе Республики Карелия, административный центр Летнереченского сельского поселения.

## География
Расположен в 72 км по автодороге к югу от Беломорска, в устье реки Летняя, на левом берегу реки Нижний Выг, при 13 шлюзе в Беломорско-Балтийского канала (ББК).
В трёх километрах от посёлка находится железнодорожная станция Летний на 744,4 км перегона Тунгуда — Кильбо линии Санкт-Петербург — Мурманск. В 1990-е годы после строительства вторых путей и электрификации участка Идель — Беломорск здание станции было перенесено с восточной стороны железной дороги на западную чуть ближе к самому посёлку.

## Инфраструктура
В конце 2012 года в посёлке было завершёно строительство 5 двухквартирных домов для сотрудников ББК. Это является частью реконструкции канала по инициативе Федерального агентства морского и речного транспорта России. Всего по берегам Беломорско-Балтийского канала будет построено 23 двухквартирных дома.
В посёлке работает средняя школа (открыта в 1934 году), почтовое отделение, дом культуры, амбулатория, социальный центр для пожилых граждан и инвалидов.

## Памятники истории
В центре посёлка, в парке, находится Братская могила советских воинов, погибших в годы Советско-финской войны (1941—1944). В могиле захоронено 57 солдат и офицеров. 8 мая 1969 года на могиле была установлена скульптура скорбящего воина.
В 7-ми километрах к югу от посёлка, в районе шлюза № 12, находится памятник истории — кладбище строителей Беломорско-Балтийского канала (1931—1933).

## Население
| 1959  | 1970  | 1979  | 1989  | 2002  | 2009  | 2010  |
| ----- | ----- | ----- | ----- | ----- | ----- | ----- |
| 4392  | ↘4062 | ↘3401 | ↘2899 | ↘2297 | ↘1993 | ↘1780 |
| 2013  |       |       |       |       |       |       |
| ↘1669 |       |       |       |       |       |       |

## Экономика
В 1938 году был пущен в эксплуатацию Летнереченский лесопильный завод, с 1965 года — Летнереченский производственный участок Беломорского ЛДК. В 1960—1970-х годах на предприятии изготавливалось ежегодно 1200 комплектов домов, годовой объём распиловки сырья составлял 100 тыс. м³, из них 10 тыс. м³ пиломатериалов поставлялось на экспорт. Численность работников в эти годы составляла 750 человек. В 1988 году завод вошёл в состав Сосновецкого комплексного леспромхоза (с 1993 года — АО «Сосновецкий КЛПХ», с 2000 года — ООО «Диал»). Ныне не существует.
С 1967 года неподалёку от поселка работает Палакоргская ГЭС (входит в каскад Выгских ГЭС, принадлежит ПАО «ТГК-1»).

## История
В советское время был рабочим поселком. Указом Президиума Верховного Совета Карело-Финской ССР от 31 декабря 1943 г. населенный пункт Летнереченского кирпичного завода Тунгудского района был преобразован в рабочий поселок с включением в его состав населенных пунктов Летний 1, лесокомбината, станции Летний, шлюзов 12 и 13, деревни Олимпия и подчинением ему в административно-хозяйственном отношении поселка Летний 2.

## Улицы Летнереченского
- Больничная ул.
- Железнодорожная ул.
- Заводская ул.
- Заречная ул.
- Лесная ул.
- Летний 2-й пер.
- Набережная ул.
- Советская ул.
- Школьная ул.